# Tellervo antipatrus
Tellervo antipatrus är en fjärilsart som beskrevs av Hans Fruhstorfer 1910. Tellervo antipatrus ingår i släktet Tellervo och familjen praktfjärilar. Inga underarter finns listade i Catalogue of Life.